# CPL Concordia
La società cooperativa CPL Concordia (acronimo di Cooperativa di Produzione Lavoro di Concordia) è un'azienda italiana con sede a Concordia sulla Secchia (Modena), specializzata nella produzione, gestione e distribuzione di sistemi energetici, con un ruolo di primo piano a livello internazionale nel settore del gas metano.

## Storia

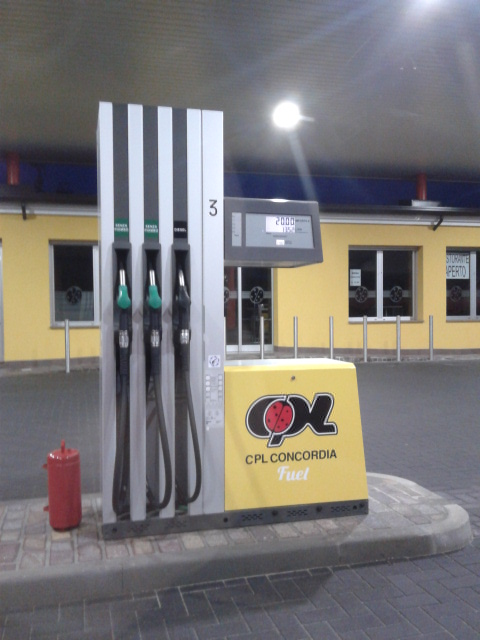
Distributore di carburanti CPL Concordia Fuel a Este (Padova)

Viene fondata inizialmente come "Associazione fra gli Operai Braccianti dell'ex Mandamento di Concordia" il 23 aprile 1899 a Concordia sulla Secchia da 382 operai. All'inizio del 1900 i soci sono quasi 1500 e si occupano di movimento terra (scarriolanti), principalmente con la costruzione degli argini del fiume Secchia.
Negli anni 1920 si occupa della costruzione di canali irrigui e della ferrovia Rolo-Mirandola.
Dopo un decennio di inattività durante l'epoca fascista, nel dopoguerra ricominciano le opere di canalizzazione e bonifica, mentre vengono costruite le prime opere stradali ad Agrigento, Aosta, Mantova, Modena e Pavia.
Dal 1954 iniziano le realizzazioni e la gestione di reti di distribuzione di gas metano e le reti idriche.
A seguito delle crisi petrolifera degli anni 1970, l'azienda sviluppa ancora di più i sistemi di distribuzione del gas.
Negli anni 2000 inizia ad operare con filiali estere in Algeria, Argentina, Grecia e Romania.
Nel triennio 2016-2018 la società prosegue la fase di rilancio, anche grazie a contratti fra i quali il Global Service del Policlinico Universitario Tor Vergata, la Trigenerazione per il provider Aruba Spa e numerose commesse di costruzione reti per Italgas. A maggio 2017 CPL si aggiudica il premio nazionale “Best Practice Patrimoni pubblici 2017” assegnato nell’ambito del Forum P.A. di Roma per il Progetto “Smart Lux” di riqualificazione dell’illuminazione Pubblica nel Comune di Montecchio Emilia (RE). A giugno 2017 viene approvato il nuovo Statuto sociale che pone al centro della missione cooperativa la sostenibilità ambientale e lo sviluppo del territorio. Nel giugno 2018, con oltre 86% dei Soci presenti, l'Assemblea Generale elegge il nuovo Consiglio di Amministrazione presieduto da Paolo Barbieri, 33 anni, mirandolese, già in carica come Vicepresidente.

## CPL Group
Il gruppo CPL Concordia detiene partecipazioni in 67 società nei settori gas, energia, fotovoltaico, carburanti e servizi.

## Sponsor
Dal 2002 è sponsor tecnico del Milan.
È stata sponsor ufficiale del Modena per cinque stagioni, tra il campionato di Serie B 2009-2010 e quello del 2014-2015, oltre alla prima parte di quello del 2011-2012.

## Vicende giudiziarie
Nel marzo 2015 l'azienda viene coinvolta in un'inchiesta giudiziaria relativa alla realizzazione della rete di distribuzione del gas sull'isola d'Ischia. Le vicissitudini giudiziarie che investono la cooperativa portano i soci a deliberare un completo rinnovamento della governance, con un nuovo Consiglio di Amministrazione, un nuovo Organismo di Vigilanza e nuovi strumenti a garanzia della legalità. La cooperativa, sottoposta nei mesi successivi a diversi procedimenti sia come società sia nella persona degli ex amministratori e dirigenti, è risultata poi estranea ad ogni addebito, con sentenze di non luogo a procedere e di assoluzione emesse fra il 2017 e il 2018, confermate in appello nel 2019.